# Olof Palmes gata, Kalmar
För andra betydelser, se Olof Palmes gata.

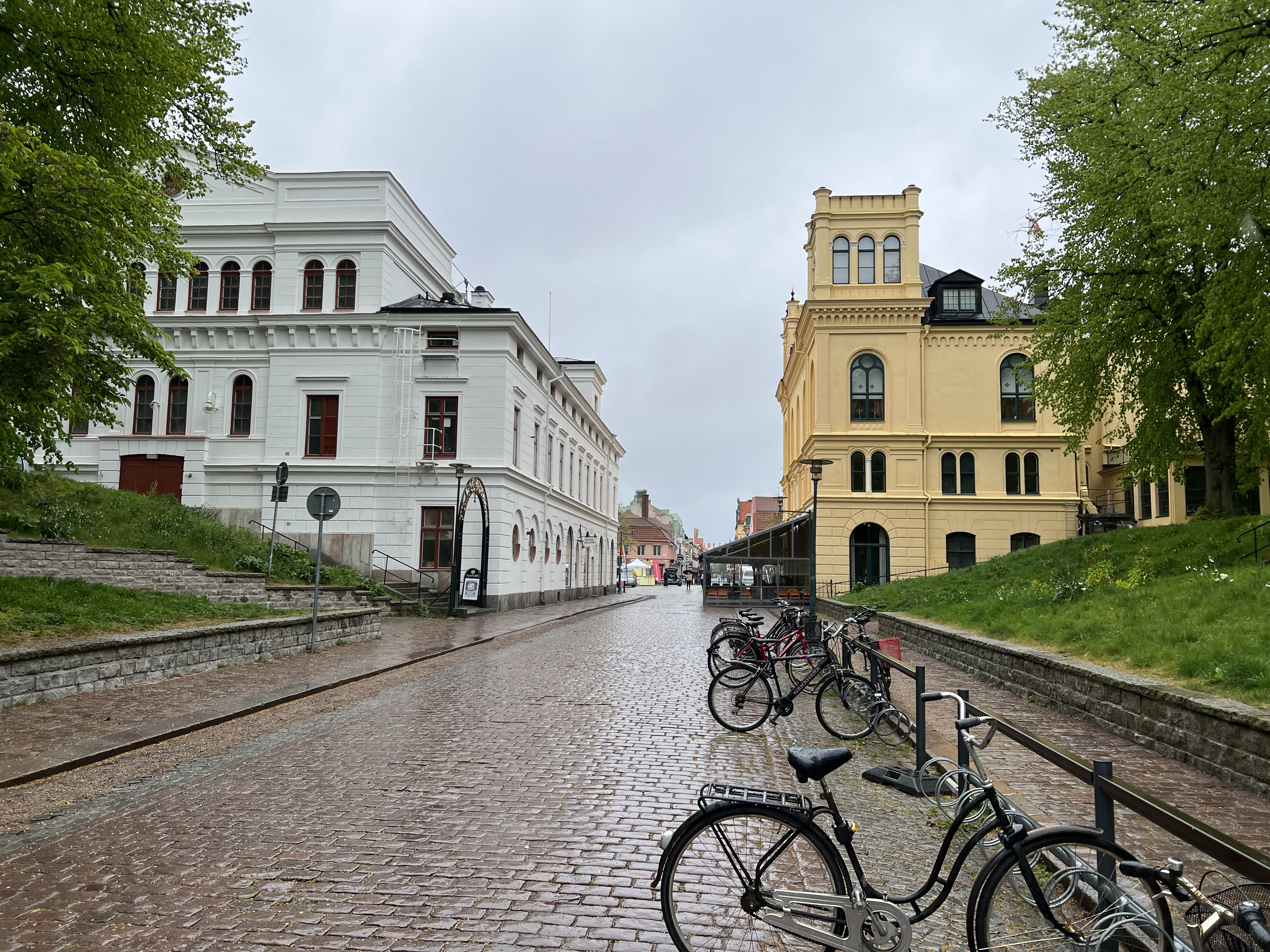
Del av Olof Palmes gata, med Kalmar teater åt vänster och Frimurarehuset åt höger. I fonden Larmtorget.

Olof Palmes gata är en gata i centrala Kalmar som sträcker sig från Larmtorget över Tullbron och Systraströmmen till Tullslätten. Tidigare utgjorde gatan en del av Södra vägen.. 
Gatan fick sitt nuvarande namn 1988 för att hedra förre statsministern Olof Palme (1927-1986). Namngivningen erinrar också om att släkten Palme har stark anknytning till Kalmar, där flera medlemmar haft betydande verksamhet som företagare och ämbetsmän; Olof Palmes farfar var född i Kalmar. På Södra kyrkogården i Kalmar finns den Palmeska familjegraven. Olof Palme är dock begraven i Stockholm.

## Bildgalleri

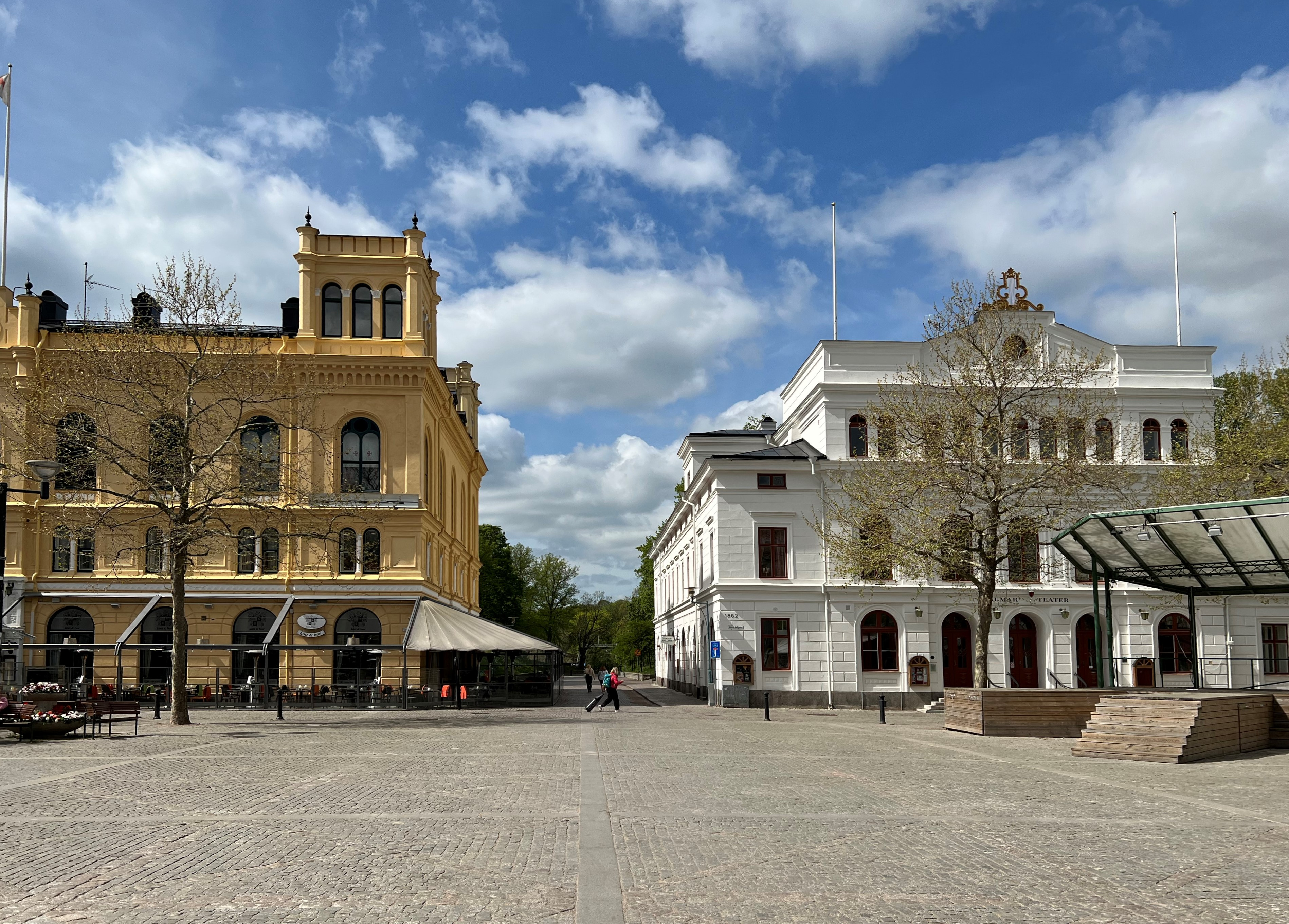
Vy från Larmtorget mot Olof Palmes gata, mellan Frimurarehuset och Kalmar teater vid Västra Vallgatan på den östra sidan av Larmtorget.
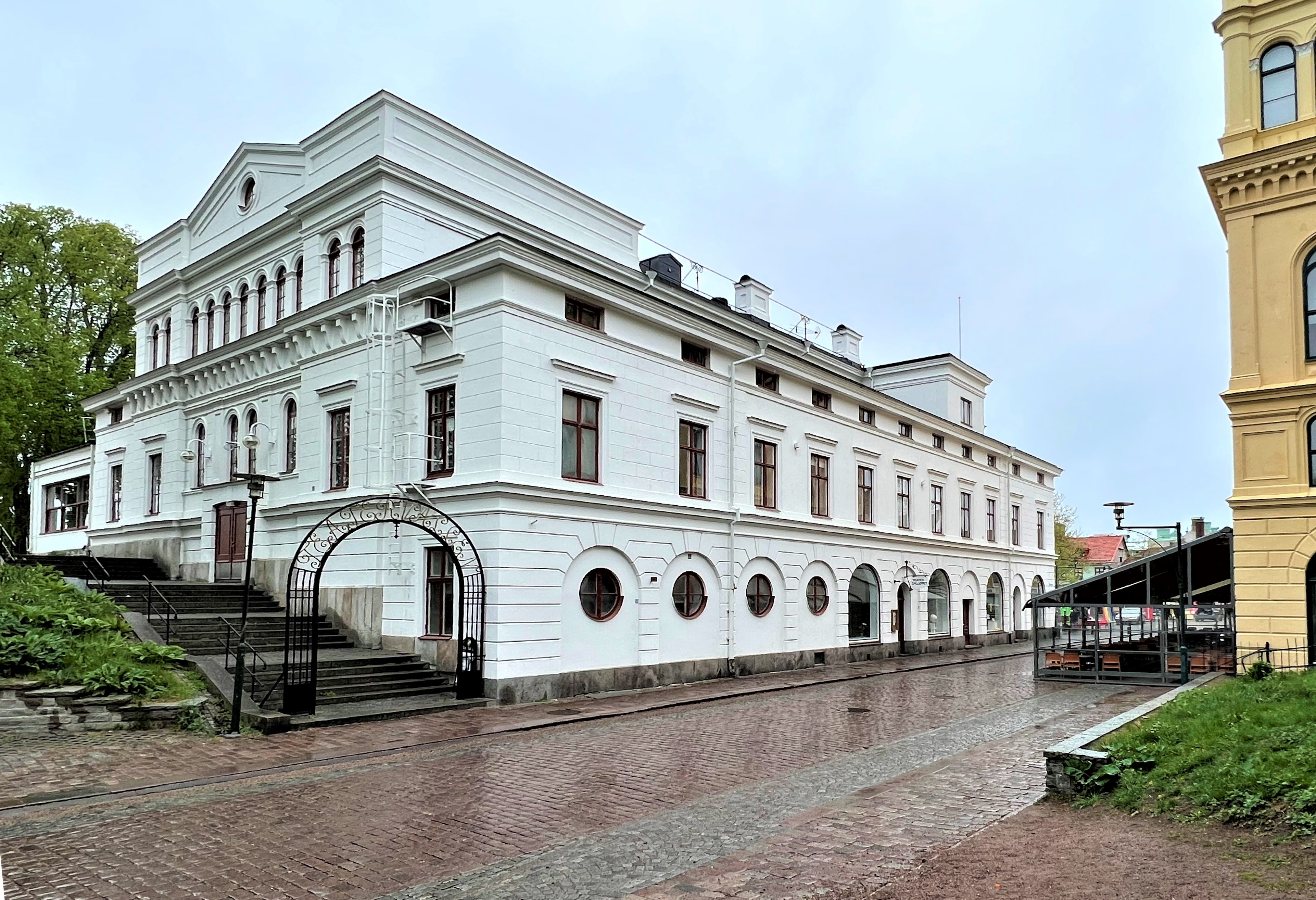
Kalmar teaters fasad mot Olof Palmes gata, mitt emot Frimurarehuset . I fonden Larmtorget.